# García Álvarez de Toledo y Carrillo
García Álvarez de Toledo y Carrillo, I duca d'Alba (1424 – 20 giugno 1488), è stato un nobile e ufficiale spagnolo.

## Biografia
Primogenito di Hernando Álvarez de Toledo, conte d'Alba de Tormes, e di Mencía Carrillo de Toledo y Palomeque, signora di Bercimuelle.
Nel 1472 il re Enrico IV di Castiglia elevò la contea di Alba de Tormes a ducato ereditario, rendendo García de Toledo il primo duca d'Alba.
Fedelissimo a Isabella di Castiglia, la sostenne nella Guerra di successione castigliana contro sua nipote Giovanna la Beltraneja. Come premio per il suo appoggio ottenne dalla regina Isabella una licenzia per la tratta degli schiavi e dell'oro nella costa occidentale africana di Guinea.

## Matrimonio
Nel 1448 sposò María Enríquez de Quiñones y Cossines, figlia di Fadrique Enríquez, almirante di Castiglia e della seconda moglie Teresa Fernández de Quiñones. Ebbero nove figli:
- Fadrique Álvarez de Toledo y Enríquez (1460–1531);
- Mencía Álvarez de Toledo, sposò Beltrán de la Cueva;
- Teresa Álvarez de Toledo (?-1487), sposò Pedro Fernández Manrique;
- Francisca Álvarez de Toledo, sposò Francisco Fernández de la Cueva;
- María Álvarez de Toledo sposò Gómez Suárez de Figueroa, II conte di Feria;
- Gutierre Álvarez de Toledo (?-20 agosto 1506), vescovo di Plasencia;
- García Álvarez de Toledo y Enríquez, I signore de La Horcajada, sposò Francisca Solis;
- Pedro Álvarez de Toledo, I signore di Mancera, sposò Leonor de Ayala;
- Fernando Álvarez de Toledo, I signore de Villorias (?-1532), sposò Maria de Rojas e Pereira, padre di María Álvarez de Toledo.